# クロジ (劇団)
クロジは、日本の劇団ユニットである。所属メンバーは女性声優の福圓美里と松崎亜希子の2人で構成されている。元々の劇団名は「乙女企画クロジ☆」（おとめきかくクロジ）であった。

## 概要
2004年に福圓美里と松崎亜希子と平松あやの3人によって「乙女企画クロジ☆」として発足。2005年に旗揚げ公演を行った。2006年に平松あやが脱退し、2人構成となる。2012年4月の第10回記念公演の千秋楽で、劇団名を「クロジ」へ改名することを発表した。木村はるかが出演者兼脚本家として大半の作品に参加しており「3人目のクロジ」とも言われる。
出演者は、福圓と松崎のほかに、声優や小劇団で活躍する舞台役者が客演として招かれている。
公演は年1回のペースだが、第10回公演の「異説 金瓶梅」は、東日本大震災直後の影響で公演中止を余儀なくされ、1年後に改めて上演した。近年は六本木俳優座劇場を本拠地としている。
「クロジ」の由来は公式サイトやチラシなどで「観客に黒字を持って帰ってほしいから」としていたが、後に福圓美里がラジオで「劇団は赤字になることが多いので、1回くらい黒字になってワンピースでも買えたらいい」という思いからだったと告白している。

## 公演
2005年
- 第1回　こわれた玩具（1月28日 - 30日、ザムザ阿佐ヶ谷、作：高泉淳子、演出：松平希美子、デバッグ：こだましょうた）
  - 客演：仲西環、安元洋貴、小松茜、遠藤祐生、西田幸雄
- 第2回　ルームメイト（12月1日 - 4日、武蔵野芸能劇場、作：田窪一世、演出：飯田浩志）
  - 客演：若林直美、仲西環、小島めぐみ、堀田あすか、三堀智香、今関正生、有賀徳彦、ヤマモトヒロフミ、川崎ヒロユキ
  - もずくぁんずとの共同公演。

2006年
- 第3回　CANDY☆LOVE 〜届けあたしの怨み節〜（7月7日 - 9日、コア石響、作：山岸沙織、演出：嶋みき枝）
  - 客演：波多野和俊、市来光弘、山本兼平
  - 福圓と波多野、松崎と市来、平松と山本、3組によるオムニバス形式。

2007年
- 第4回　浪漫女優（1月26日 - 28日、武蔵野芸能劇場、演出：西田幸雄、作：川崎ヒロユキ）
  - 客演：吉田智則、波多野和俊、咲乃藍里、笹川亜矢奈、其池邦生、若林直美、仲西環、前野強、松本吉朗
- 第5回　アニメ大国ニッポン（8月24日 - 26日、TACCS1179、演：清水みき枝、作：森悠・山岸沙織）
  - 客演：市来光弘、木村はるか、斉名高志、笹島かほる、波多野和俊、武藤啓太、山岸沙織、山本兼平

2008年
- 第6回　桜屋敷の三姫（4月25日 - 27日、シアターモリエール、作・演出：森悠）
  - 客演：武藤啓太、中村麗香、清水愛、木村はるか、藤波瞬平、加藤将之
- 第7回　僕の愛した冒険（12月25日 - 28日、シアターモリエール、作・演出：澁谷光平）
  - 客演：藤波瞬平、若林直美、武藤啓太、木村はるか、市来光弘、波多野和俊

2009年
- 第8回　きんとと（10月1日 - 4日、シアターサンモール、演：清水みき枝、脚本：森悠、原案：乙女企画クロジ☆）
  - 客演：仙台エリ、市来光弘、藤波瞬平、大浦冬華、木村はるか、小田久史、平野貴裕、武藤啓太、吉田智則、波多野和俊、上田裕之

2010年
- 第9回　エンガワノクラゲ（5月13日 - 16日、SPACE107、作・演出：森悠）
  - 客演：能登麻美子、武藤啓太、波多野和俊、藤波瞬平、中津川朋広、門脇舞以、橋本昭博、竹田雄、木村はるか

2012年
- 第10回　異説 金瓶梅（4月26日 - 30日、シアターサンモール、演：三浦佑介、作・構成：森悠）
  - 客演：木村はるか、藤波瞬平、生天目仁美、内田晴子、あきやまかおる、酒井香奈子、関智一、三原一太、波多野和俊、石川ユリコ、巣山孝幸、西田幸雄、武藤啓太
- 第11回　かみさまのおかお（12月19日 - 24日、六本木俳優座劇場、演：三浦佑介、作：森悠）
  - 客演：能登麻美子、鈴木達央、三原一太、木村はるか、藤田咲（福圓とのダブルキャスト）、中泰雅

2013年
- 第12回　ヒルコ（10月2日 - 6日、六本木俳優座劇場、演：三浦佑介、作：森悠）
  - 客演：大高雄一郎、神田朱未、立浪伸一、関智一、木村はるか、三原一太、平川大輔/波多野和俊（ダブルキャスト）

2014年
- 第13回　花の棺（9月17日 - 21日、六本木俳優座劇場、演：野坂実、作：森悠）
  - 客演：沢城千春、細見大輔、大髙雄一郎、釘宮理恵、木村はるか、三原一太

2015年
- 第14回　パビリオンの星空（7月8日 - 12日、シアターサンモール、演：野坂実、作：森悠）
  - 客演：名塚佳織、木村良平、関智一、三原一太、木村はるか、大髙雄一郎、細見大輔

2016年
- 第15回　きんとと（8月24日 - 28日、全労済ホール/スペース・ゼロ、演：野坂実、作：森悠）
  - 客演：藤波瞬平、伊藤かな恵、阿部敦、木村はるか、前田剛、三原一太、平川大輔、藤田咲、大髙雄一郎、栂村年宣、佐野功、三石琴乃
  - 第8回公演の再演。再演に際して脚本を改稿し、登場人物の追加や物語の掘り下げを行っている。また、「全労済ホール/スペース・ゼロ提携公演」として開催されている。

2017年
- 第16回　銀の国金の歌（10月4日 - 9日、六本木俳優座劇場、演：三浦佑介、作：森悠）
  - 客演：沖野晃司、斉藤範子、江口拓也、末原拓馬、木村はるか、大髙雄一郎、今西哲也、中泰雅、三原一太、加藤将之、狩野和馬、山口太郎、山口拓巳、小栗賢翔、小玉雄大、丸山和志、山口拳生、堀川真央、伊藤凜音